# Dongxin (socken i Kina, Guangxi)
Dongxin (kinesiska: 垌心乡, 垌心) är en socken i Kina. Den ligger i den autonoma regionen Guangxi, i den södra delen av landet, omkring 210 kilometer nordost om regionhuvudstaden Nanning. Antalet invånare är 18120. Befolkningen består av 8 659 kvinnor och 9 461 män. Barn under 15 år utgör 29,0 %, vuxna 15-64 år 59 %, och äldre över 65 år 10,0 %.
Genomsnittlig årsnederbörd är 2 211 millimeter. Den regnigaste månaden är juni, med i genomsnitt 384 mm nederbörd, och den torraste är oktober, med 37 mm nederbörd.